# Breizh Nevez I
Le Breizh Nevez I est un navire roulier conçu par l'architecte naval Ship-ST et construit par le chantier Piriou en 2017 pour le compte du Conseil départemental du Morbihan, puis du Conseil régional de Bretagne. Livré le 29 mars 2018 et mis en service le 10 avril 2018, il est armé par la Compagnie Océane sur la ligne Lorient - Port Tudy (Île de Groix) en plus de l'Île de Groix.

## Histoire

### La nécessité d'un nouveau roulier
Dès l'année 2013, le besoin d'un nouveau navire pour relier Lorient et l'Île de Groix se fait sentir. En effet, le Saint-Tudy, qui date de 1985, doit être remplacé d'ici à la fin de la décennie. Le Conseil Général du Morbihan, alors chargé des liaisons maritimes, définit le cahier des charges du navire qui le remplacera. La solution retenu est une version modernisée du Saint-Tudy, et qui conserve donc son architecture générale.
L'appel d'offre portant sur la construction du navire est lancé le 17 juillet 2013. Le marché est attribué au chantier Piriou le 26 novembre 2015, après une phase de négociations à laquelle le chantier STX Lorient a également pris part.

### Construction
La construction de la coque débute en novembre 2016, au chantier naval du Rohu, tout juste repris par le groupe Kership. Le lancement a lieu le 26 mai 2017, et la coque est remorquée jusqu'au slipway de Keroman à Lorient, où la suite des travaux est engagée.
Le Breizh Nevez I est remis à l'eau et transféré sur le site de Concarneau le 8 janvier 2018, où seront réalisés les travaux de finitions. Les essais en mer débutent le 27 février 2018 et se déroulent tout au long du mois de Mars. Il accoste pour la première fois à Groix le 21 mars 2018, et rejoint Lorient à compter de cette date pour les dernières touches avant livraison,,.

### Livraison et mise en service
Le Breizh Nevez I est baptisé le 29 mars 2018 à Port-Tudy, en présence de la population de l'île, du personnel de la compagnie et du chantier, et des élus locaux. Il a pour marraine Odette Herviaux, sénatrice du Morbihan de 2001 à 2017.
Devant initialement entrer en service le 30 mars 2018, quelques réglages nécessitent repousser cette date. Il débute finalement ses rotations le 10 avril 2018 en début d'après-midi. Cependant, des problèmes mineurs ainsi que des réglages s'avérant nécessaires après un premier rodage nécessitent l'arrêt du roulier dès le samedi suivant jusqu'à la fin du mois d'avril, permettant le retour du Saint-Tudy.

### Choix du nom
Le nom Breizh Nevez I est choisi par le Conseil Régional au mois de juin 2017, afin de renforcer la nouvelle identité des transports régionaux. Le 23 juin 2017, le maire de Groix Dominique Yvon réagit à ce choix par voie de presse, y déplorant la non consultation de la population locale et un nom n'ayant aucun lien avec l'île, ce qui est une première dans l'histoire des liaisons maritimes locales.

### Problèmes techniques, immobilisation et surcoût
À la suite de sa mise en service le bateau connait des problèmes techniques. Fin 2018 le bateau est renvoyé au chantier naval Piriou pour effectuer de nombreuses corrections (usure prématurée des moteurs / problèmes d'étanchéité au niveau de l'arbre des hélices / odeurs dans la ventilation).
Ces corrections se révèlent insuffisantes et moins d'un an après sa mise en service les moteurs sont tout simplement remplacés en profitant de l'arrêt technique imposé par le talonnage du 19 février. Les nouveaux moteurs de modèle différents mais de puissance et de marque identique, devraient être plus adaptés aux nombreuses manœuvres réalisées lors de la traversée.
Le coût de ce remplacement est estimé à plus de 600 000 € qui viennent s'ajouter aux 13 millions déjà dépensés lors de sa construction.
Le cahier de charges du bateau est remis en cause par certains élus. En effet le Breizh Nevez I dispose d'une capacité de passager réduite par rapport au bateau qu'il remplace : 300 personnes maximum contre 340 pour le Saint-Tudy. Un espace pour personnes à mobilité réduite trop petit ainsi que l'absence d'ascenseur constituent les autres reproches adressés au bateau. Selon RMC ce navire se positionne comme un finaliste de la Coupe de France de gaspillage de l’argent public.

### Talonnage
Le 19 février 2019 le navire talonne dans l'entrée de la rade de Lorient, par brouillard. Le capitaine parvient à dégager le navire puis jette l'ancre au milieu de la rade pour attendre les secours. Les 38 passagers sont évacués par un batobus et le navire est pris en charge par le remorqueur Morbihan, assisté du remorqueur Scorff. Une voie d'eau ayant été constatée dans la machine, il est immédiatement hissé au sec.
Le bilan matériel est relativement lourd : voie d'eau, coque enfoncée, safran arraché, hélice pliée, arbre d’hélice endommagé. Les réparations dureront plusieurs mois avec une remise à l'eau le 7 Mai pour une campagne d'essai.

## Caractéristiques techniques

### Aménagements

#### Marchandises
Les véhicules sont transportés sur un pont roulier étanche. Il peut accueillir, suivant les configurations, soit 20 véhicules légers, soit trois poids lourds et sept véhicules légers, de nombreuses autres configurations intermédiaires étant bien évidemment possibles. L'accès est possible par deux portelones fermés par deux tabliers dont un articulé, situé à l'avant bâbord, et un sur le tableau arrière. Des emplacements pour de la marchandise en vrac (palettes, conteneurs, etc.) ainsi que des deux-roues sont également prévus. Cependant, les normes de construction et de sécurité ayant évolué depuis la mise en service du Saint-Tudy, la surface du pont roulier s'en trouve légèrement réduite.
Ce navire étant également affecté à l'approvisionnement de l'île de Groix en carburant et en gaz, il est adapté à leur transport. Le pont roulier est aux normes antidéflagrantes, et une capacité de 15 m3 est prévue pour le transport du gazole.

#### Passagers
Les espaces passagers sont disposés de la même manière que sur le Saint-Tudy. Par ailleurs, afin de limiter l'encombrement des bagages, de nombreux racks leur sont réservés dans les salons.
Un premier salon de 24 places (dont 4 pour les PMR) se situe sur bâbord, au niveau du pont principal. L'infirmerie du navire se situe à proximité de celui-ci. Les sièges y sont habillés dans des tons bleu-vert et noirs. Les parois de ce salon sont habillées d'une fresque réalisée par Gaele Flao et Mr QQ, du collectif "les Ateliers du Bout de la Cale", de Locmiquélic.
Un deuxième salon, de 35 places, se situe au-dessus du premier. Les sièges y sont mauves et noirs, et une fresque habille également ce salon.
Le troisième salon, occupant tout le pont supérieur, peut accueillir 111 passagers assis. Les sièges y sont jaunes et noirs. Sur le même pont, on trouve un espace extérieur où peuvent prendre place 130 passagers, ainsi que le canot de secours rapide.
L'accès des passagers au navire se fait par les tabliers d'embarquement des véhicules, sur des cheminements séparés.

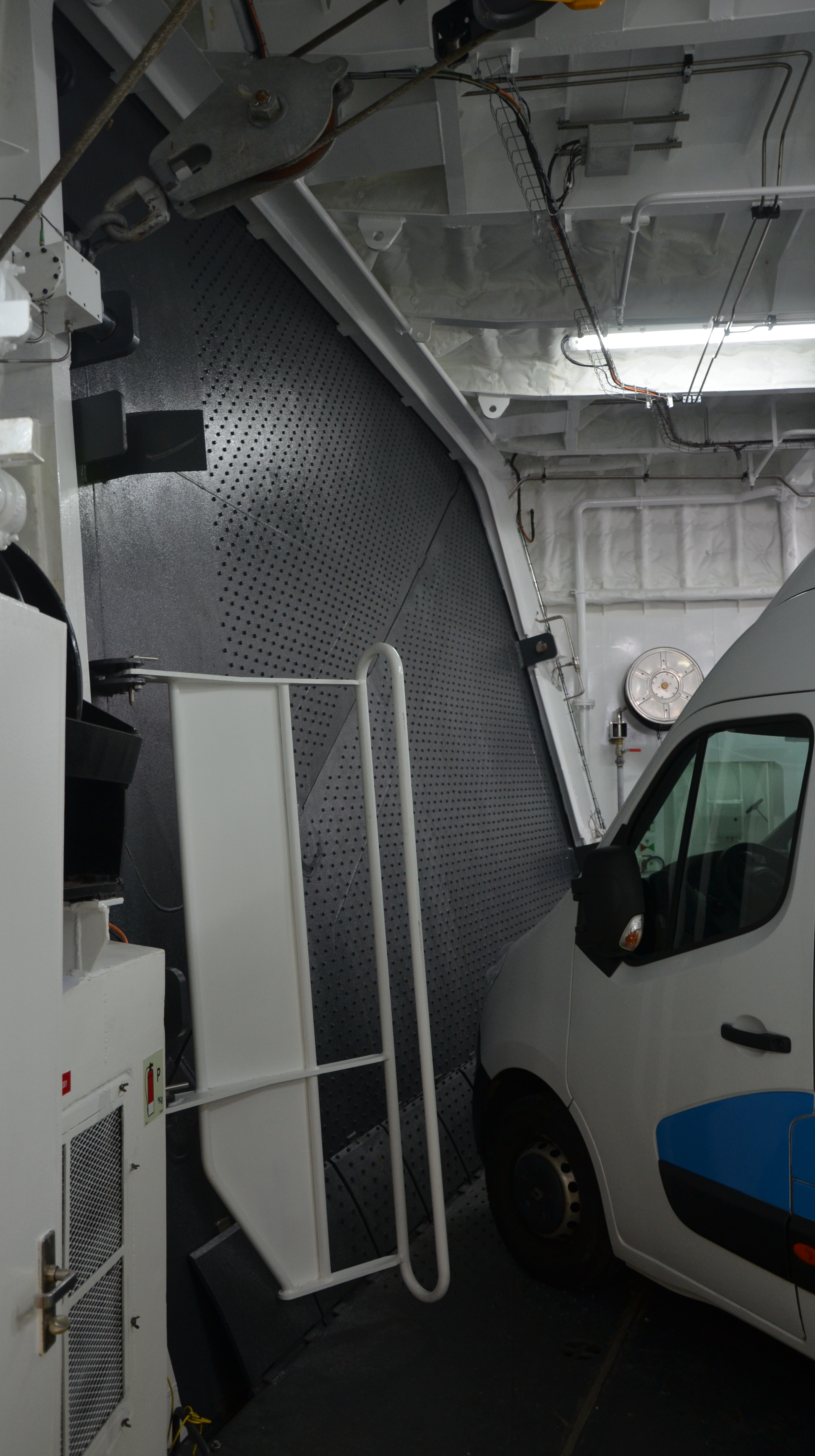
Pont 2 - Tablier bâbord avant
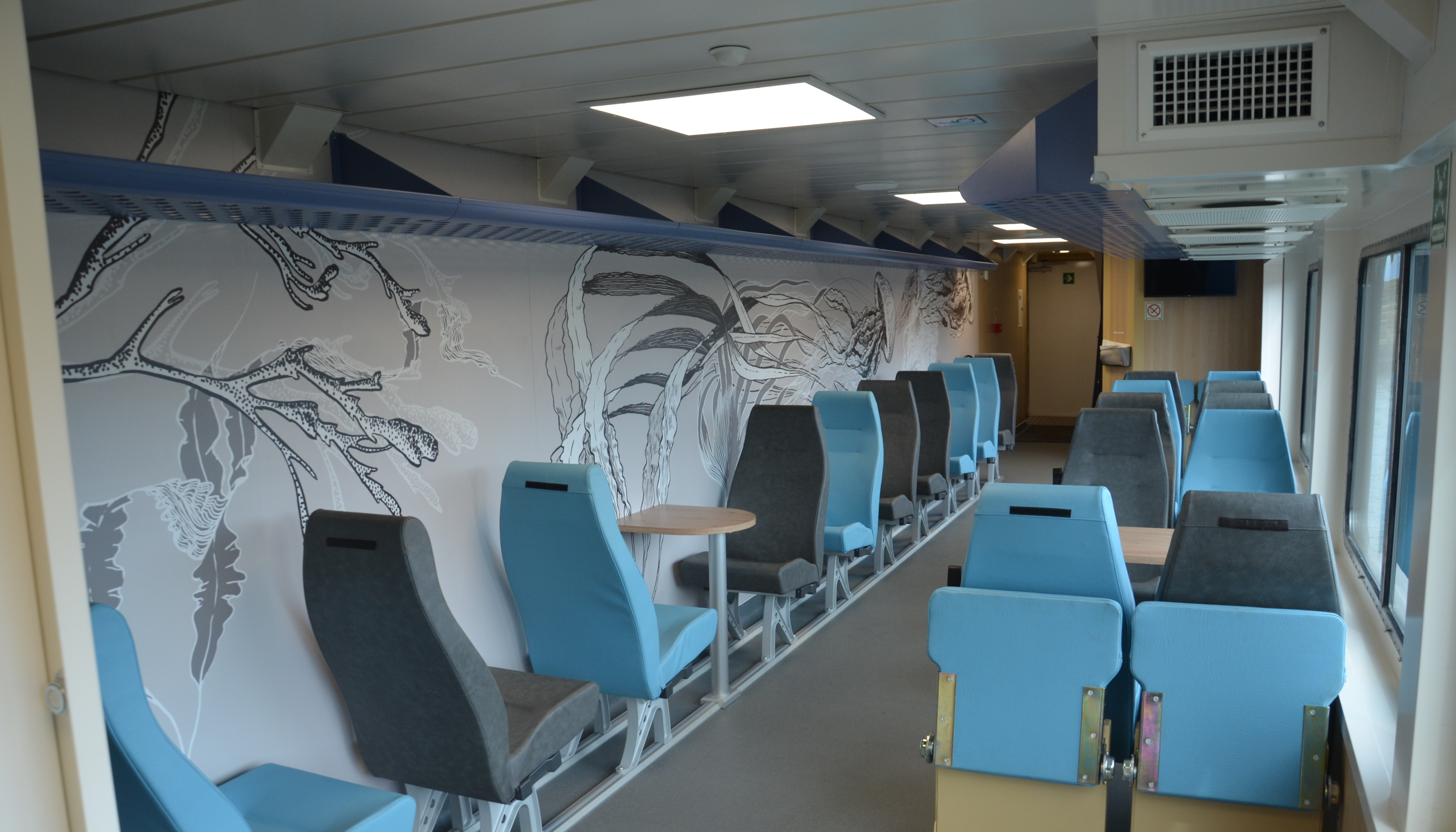
Pont 2 - Salon
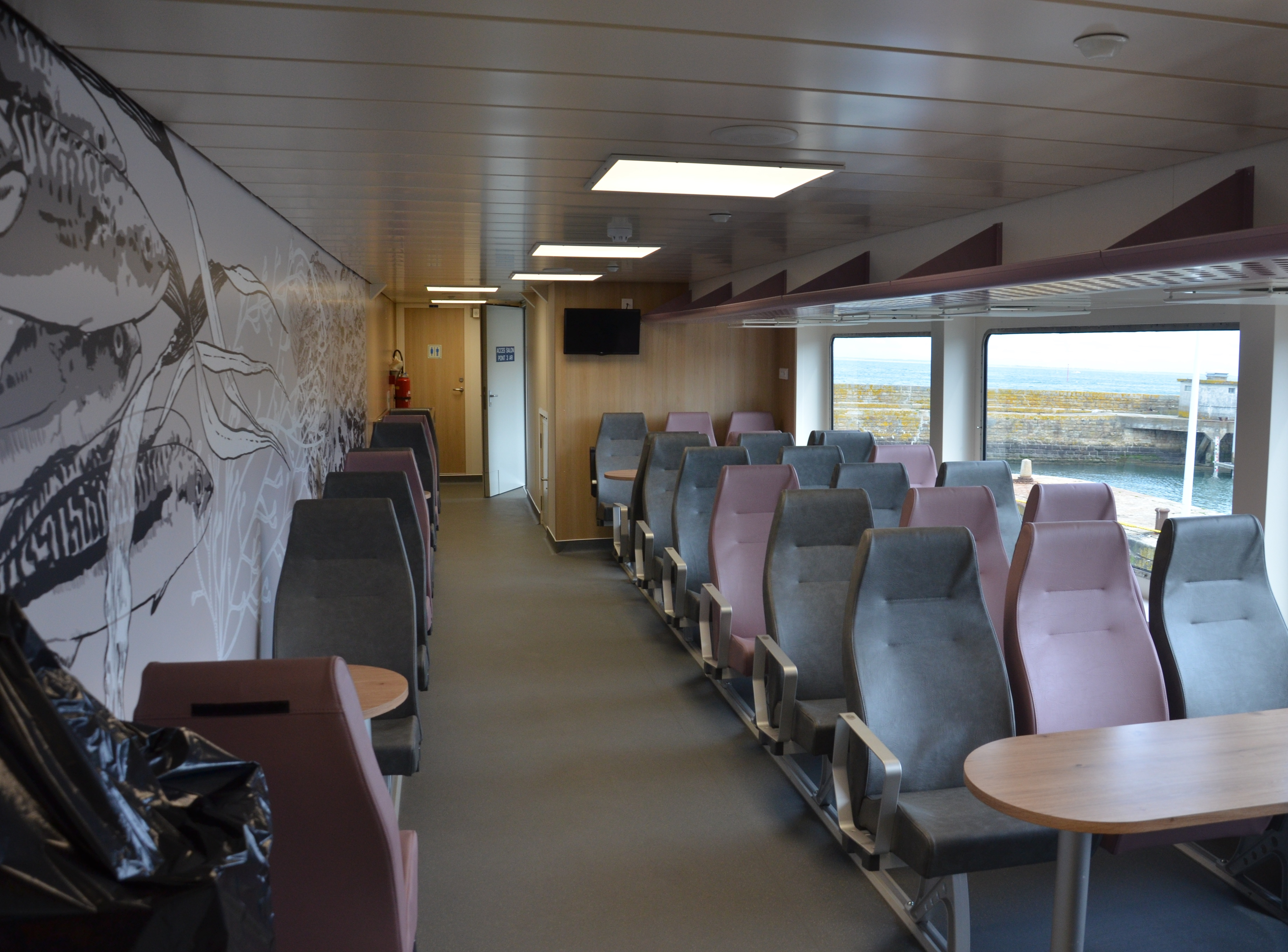
Pont 3 - Salon
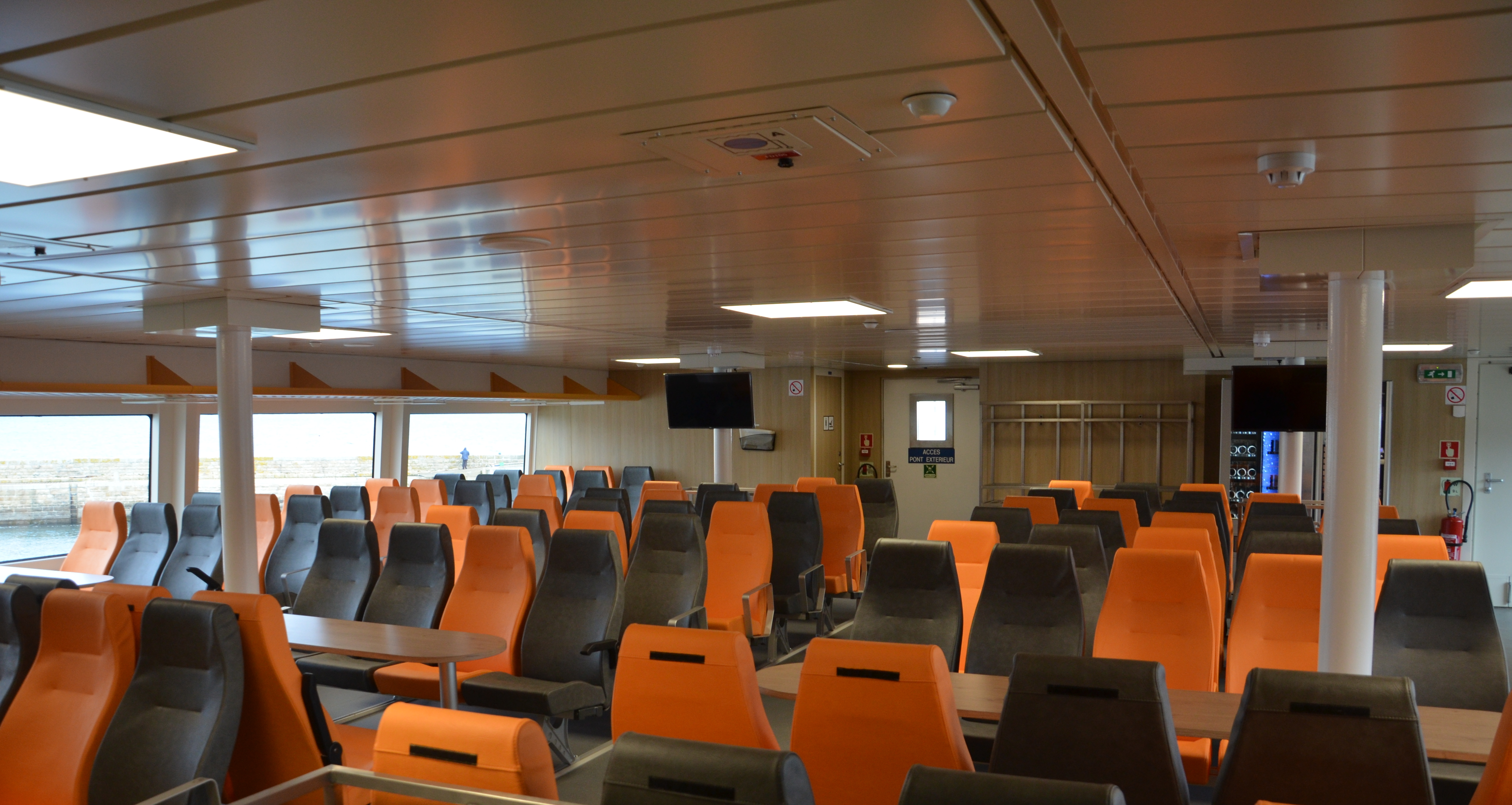
Pont 4 - Salon
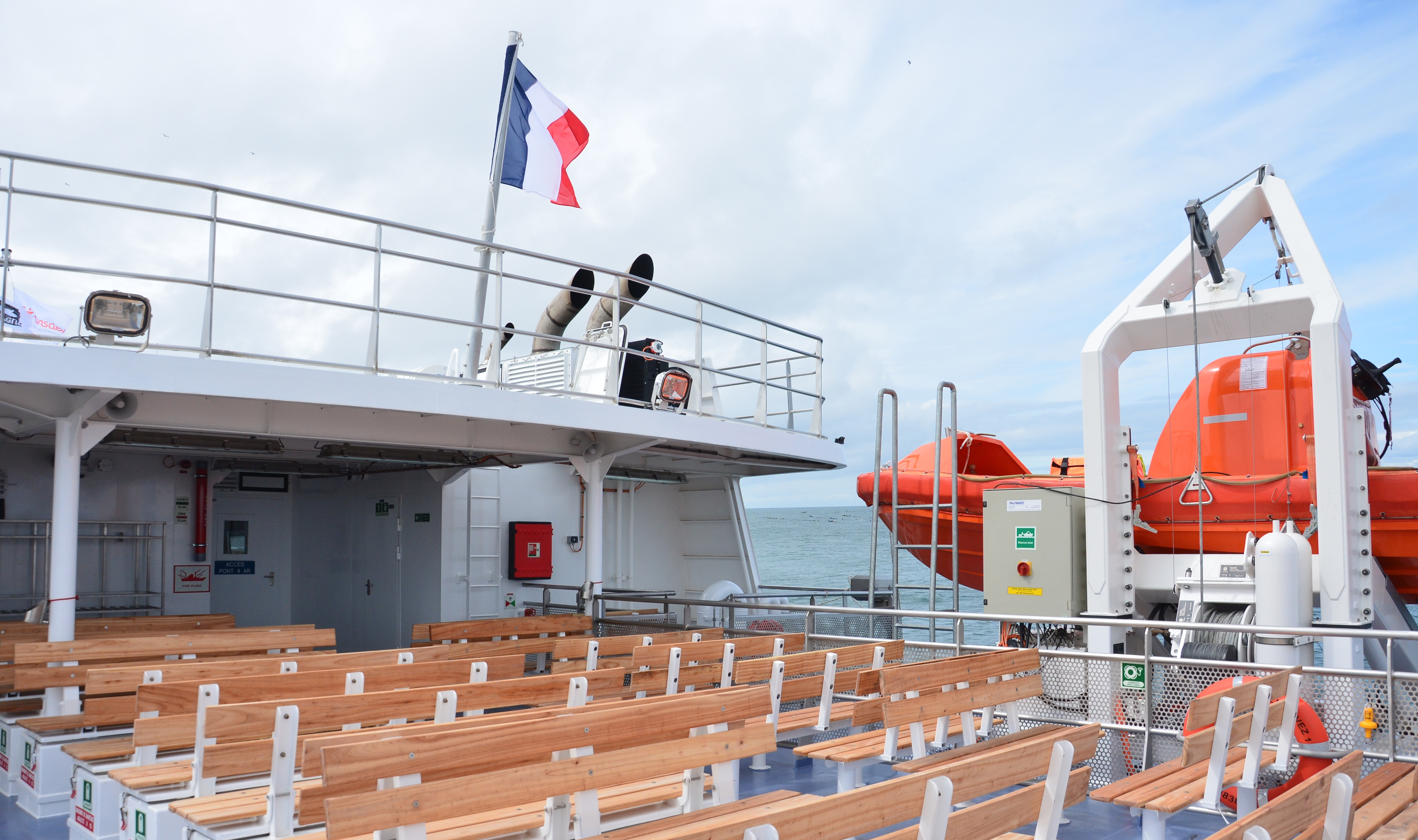
Pont 4 - Extérieur

### Propulsion
La propulsion du Breizh Nevez I diffère de celle jusque là adoptée pour les rouliers neufs de la flotte depuis le Saint-Tudy. En effet, bien que permettant une grande souplesse à la manœuvre, les propulseurs azimutaux (Aquamaster sur le Saint-Tudy, Schottel sur le Vindilis, le Bangor et l'Ile de Groix), ne correspondent pas complètement au profil de la ligne de Lorient à Groix, dont une partie de la traversée, dans la rade, se fait à une vitesse maximale de 10 nœuds.
Le choix s'est porté sur un système d'hélices à pas variable, permettant une diminution de la consommation d'énergie et une réduction des coûts de maintenance. Pour garantir une bonne manœuvrabilité, le Breizh Nevez I est doté d'un propulseur d'étrave à entrainement hydraulique, mais également, ce qui est une nouveauté pour un navire de la flotte, d'un propulseur d'étambot.
L'ensemble est entraîné par deux moteurs semi-rapides ABC 6DXS de 662 kW chacun, pour une puissance totale de 1324 kW. Deux groupes auxiliaires fournissent la puissance électrique à bord, un troisième groupe assurant la génération de secours en cas d'indisponibilité des deux premiers.

### Livrée
Le Breizh Nevez I est le premier navire à arborer la nouvelle identité des transports régionaux bretons, BreizhGo.

## Galerie photos

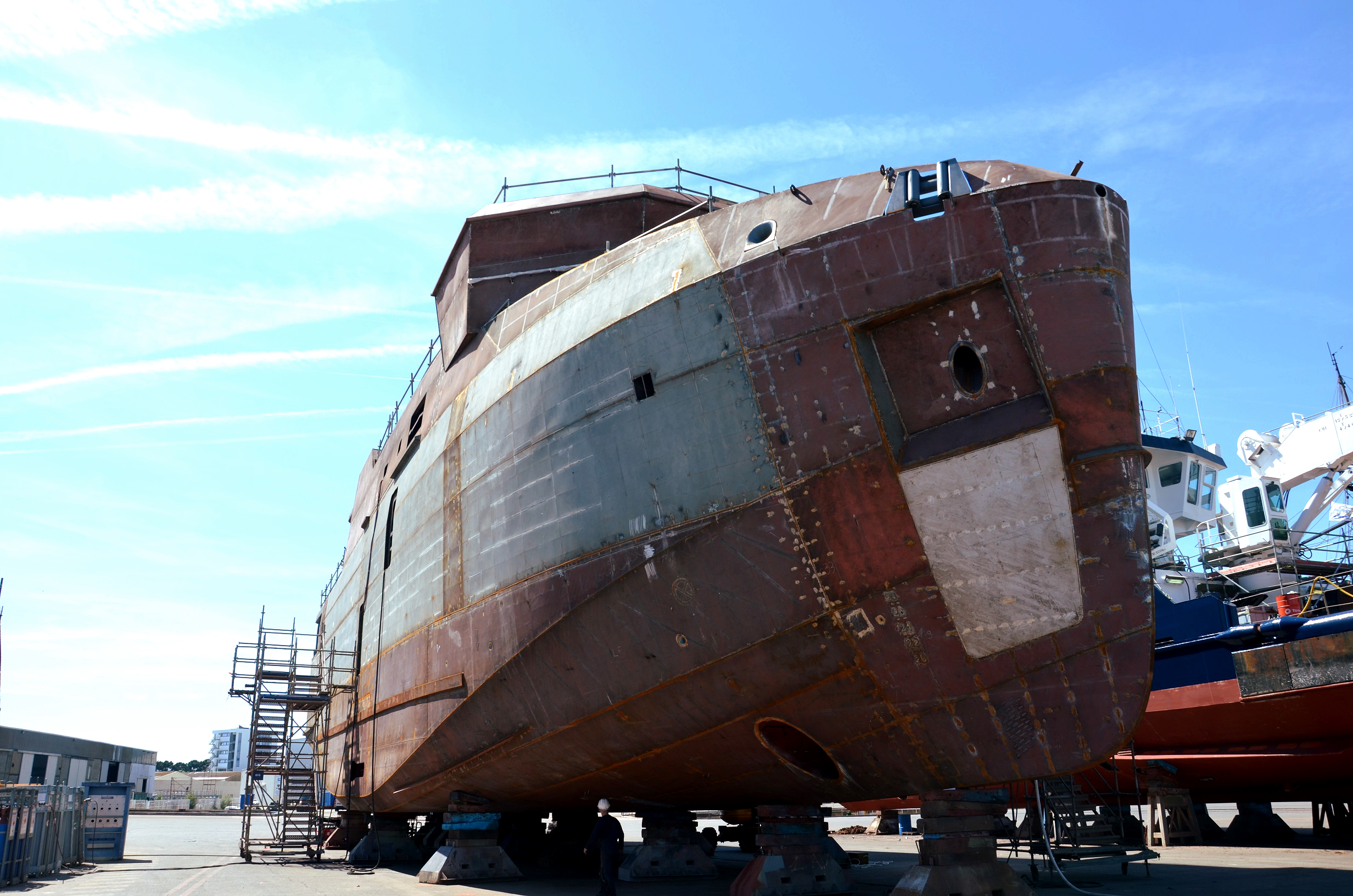
Avancement de la construction au 1er juin 2017
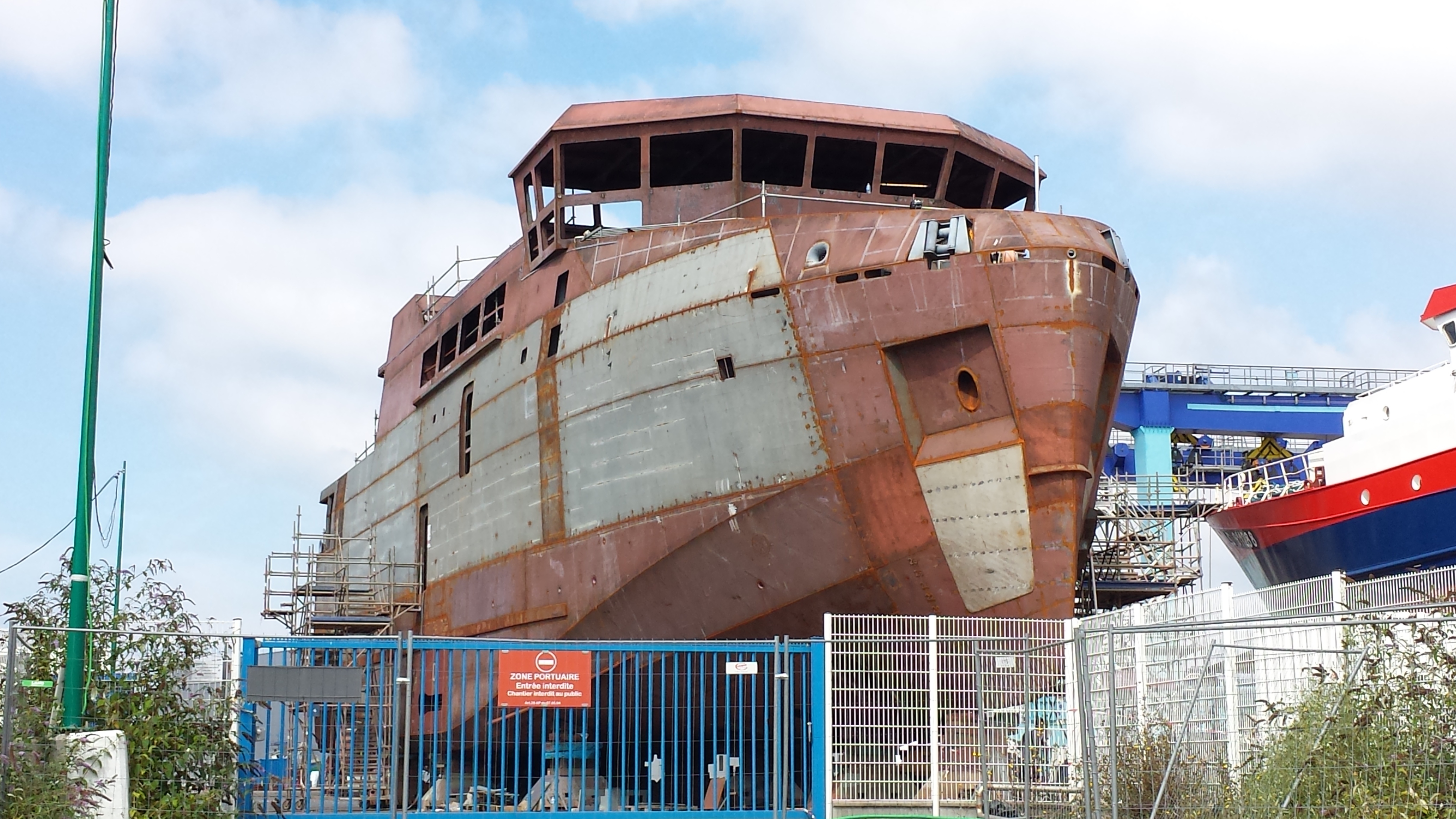
Avancement de la construction au 25 juillet 2017
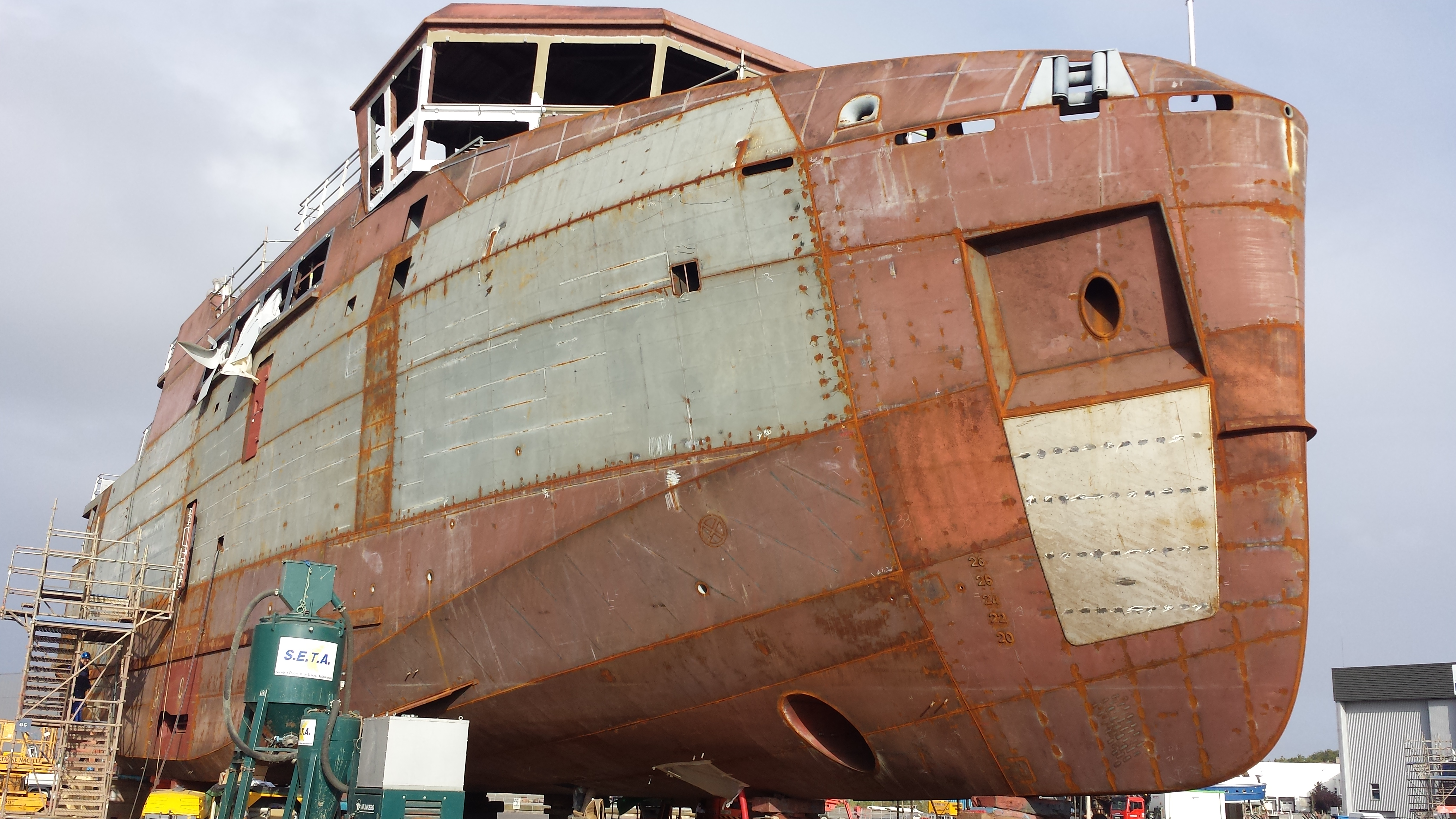
Avancement de la construction au 11 septembre 2017
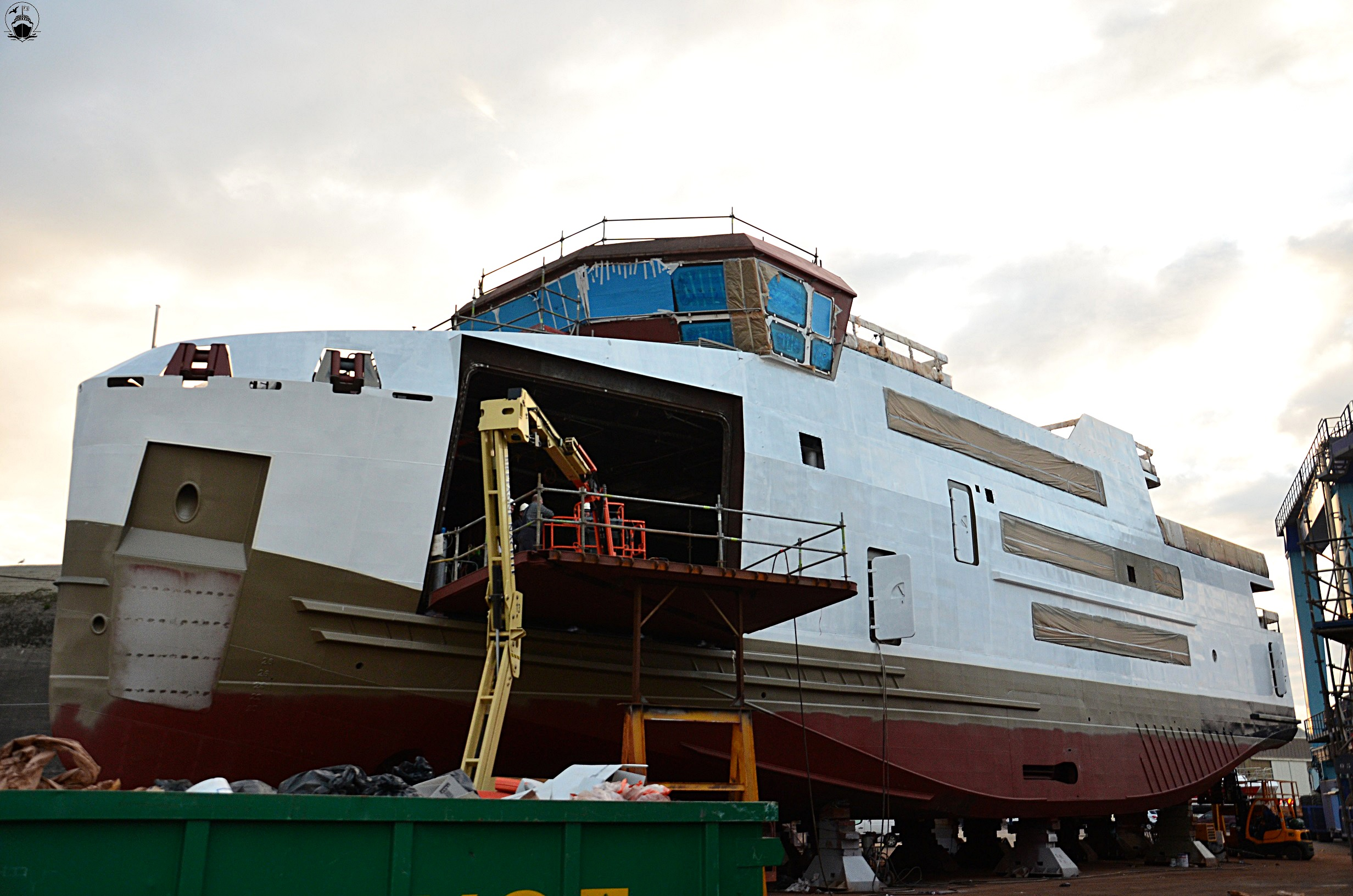
Avancement de la construction au 16 novembre 2017 (Avant bâbord)
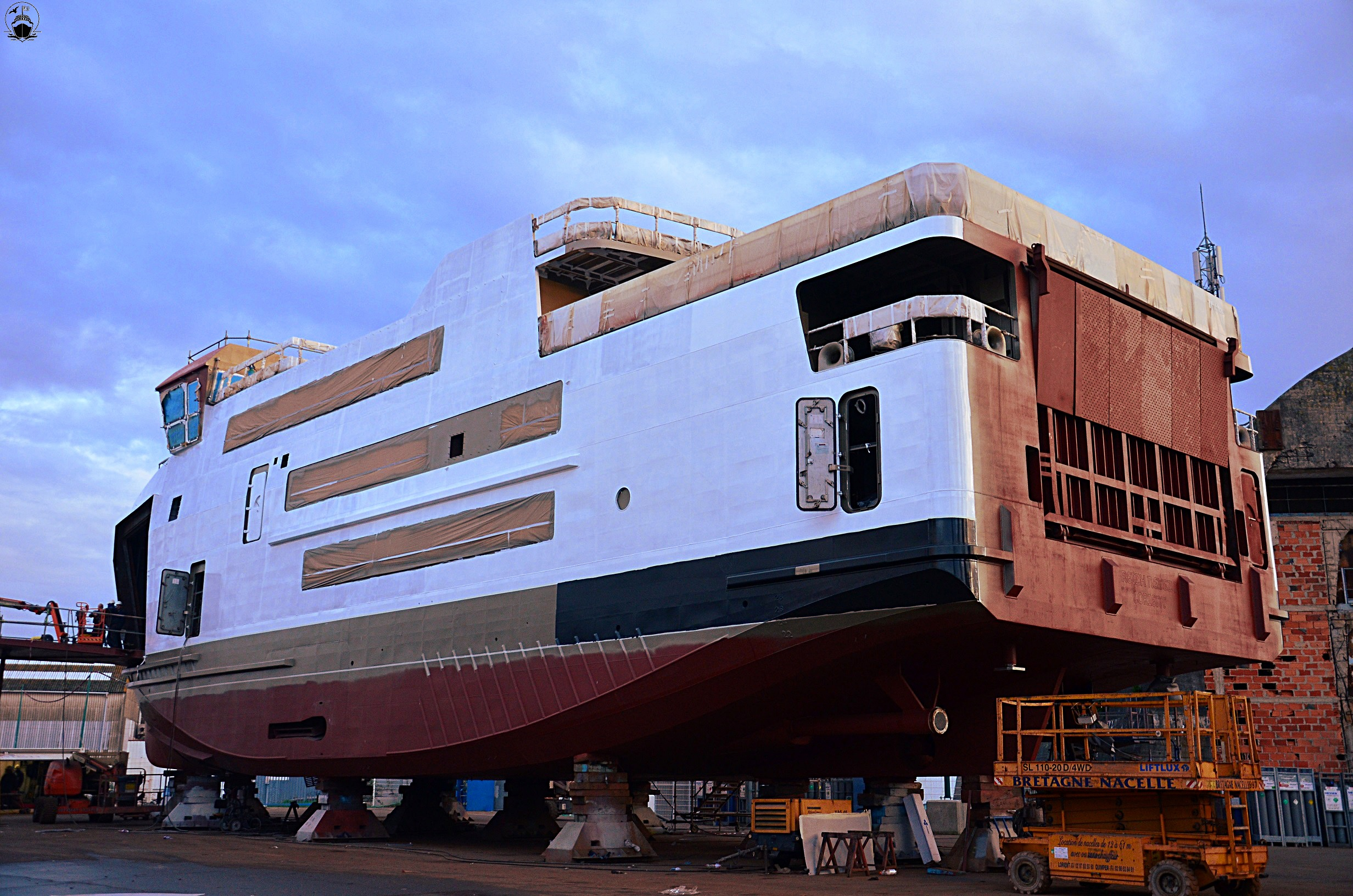
Avancement de la construction au 16 novembre 2017 (Arrière bâbord)
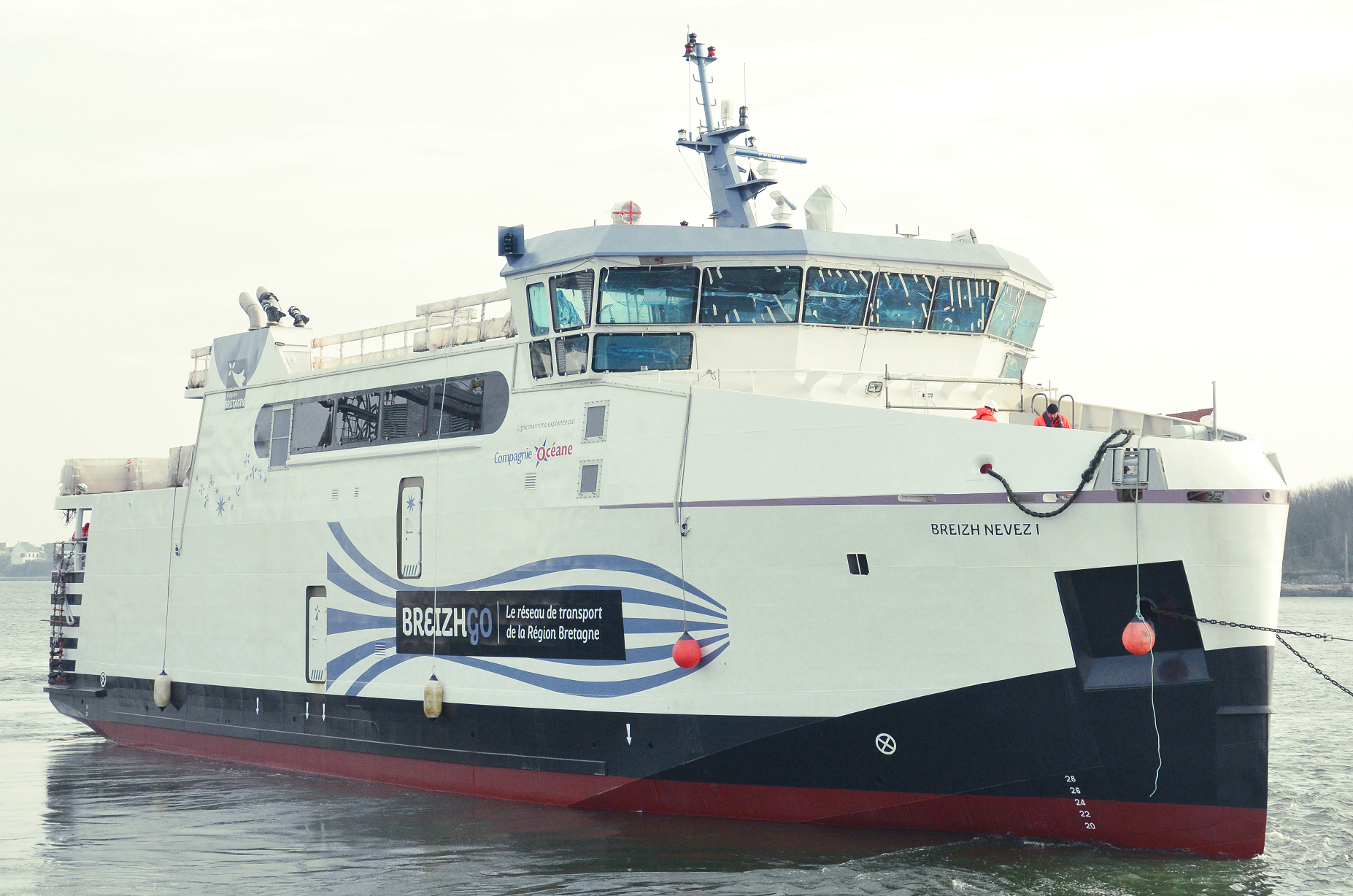
Départ du site de Lorient pour achèvement sur le site de Concarneau le 8 janvier 2018
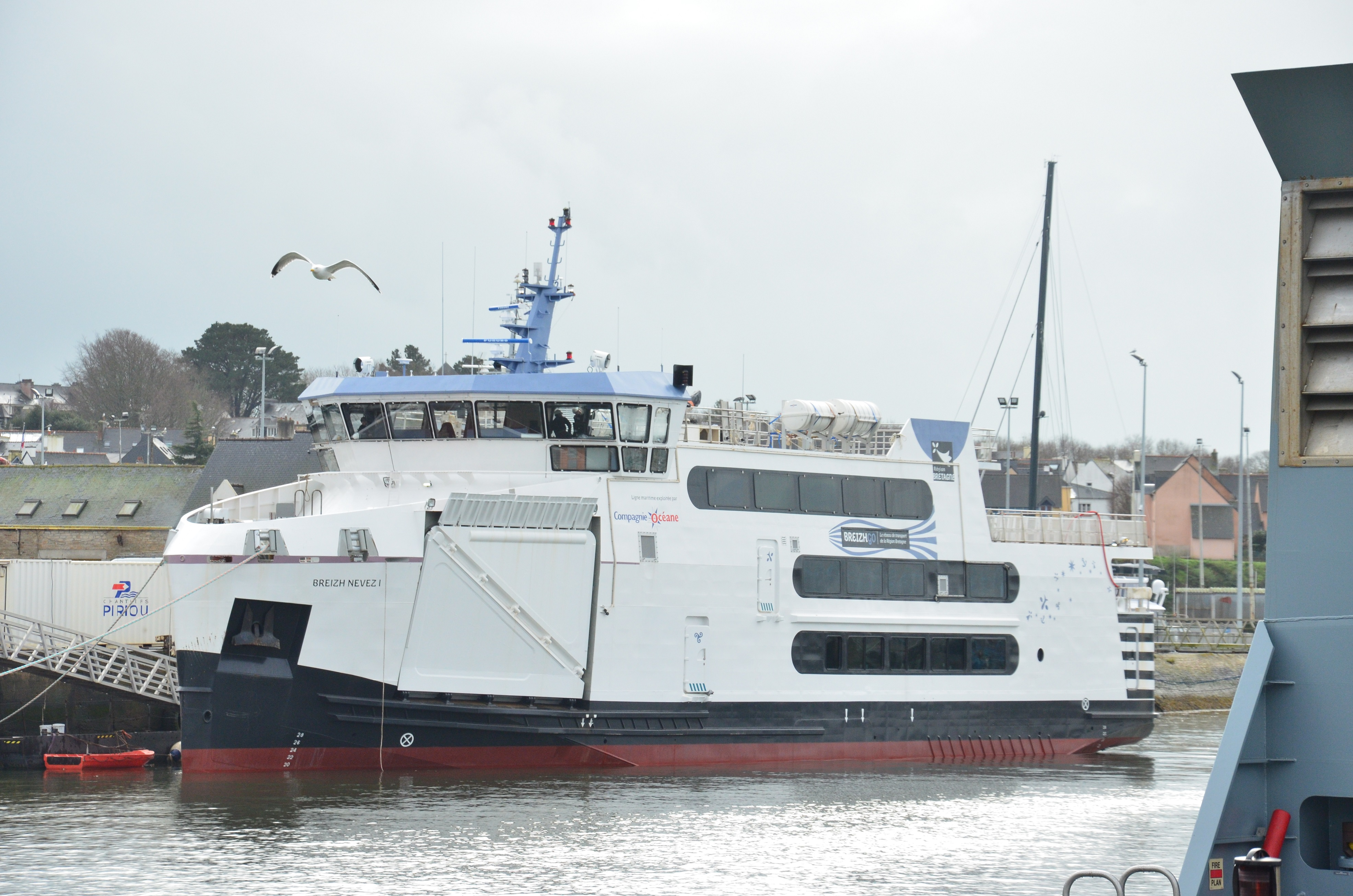
Le Breizh Nevez I à Concarneau le 15 février 2018
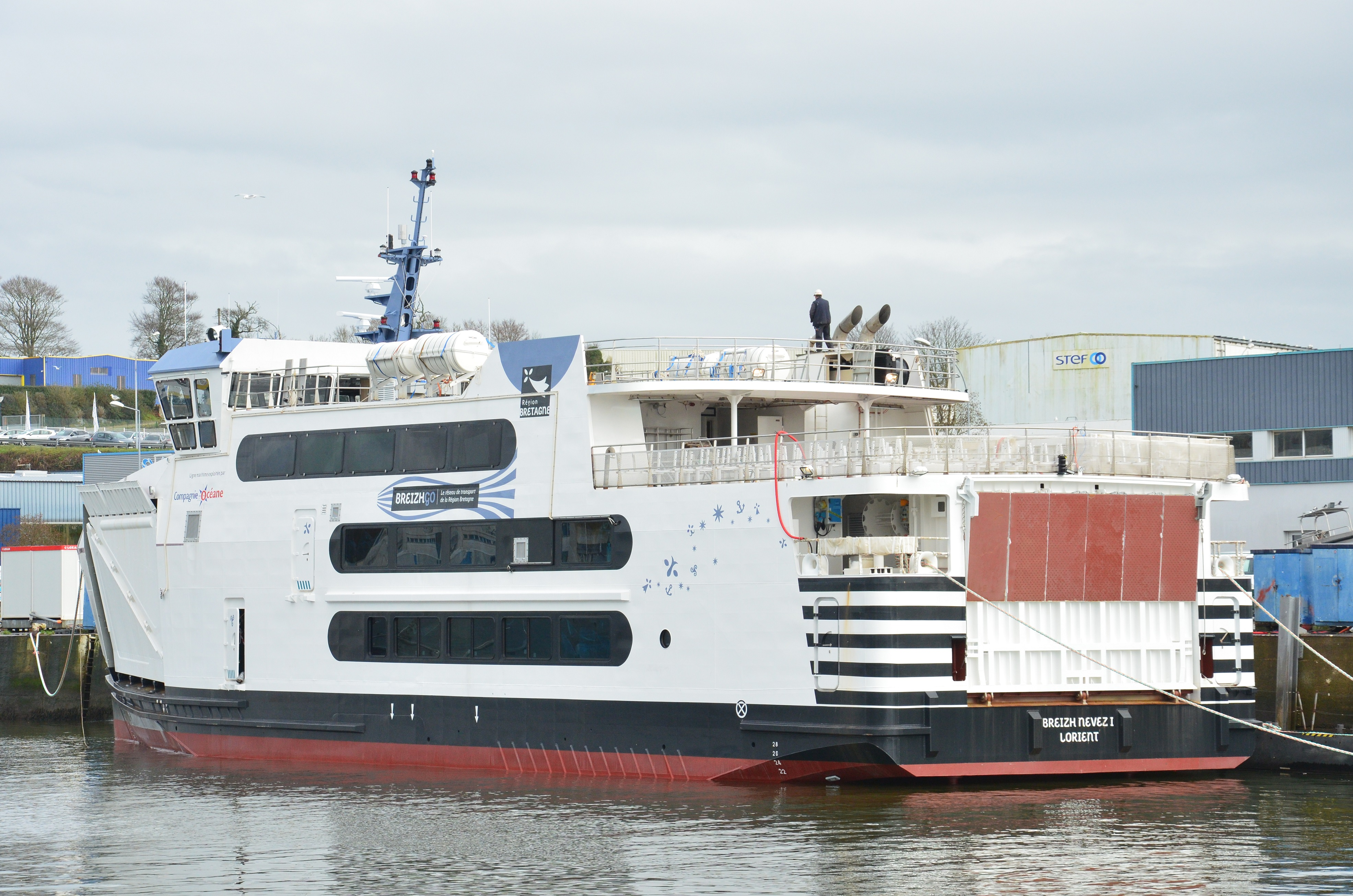
Le Breizh Nevez I à Concarneau le 15 février 2018
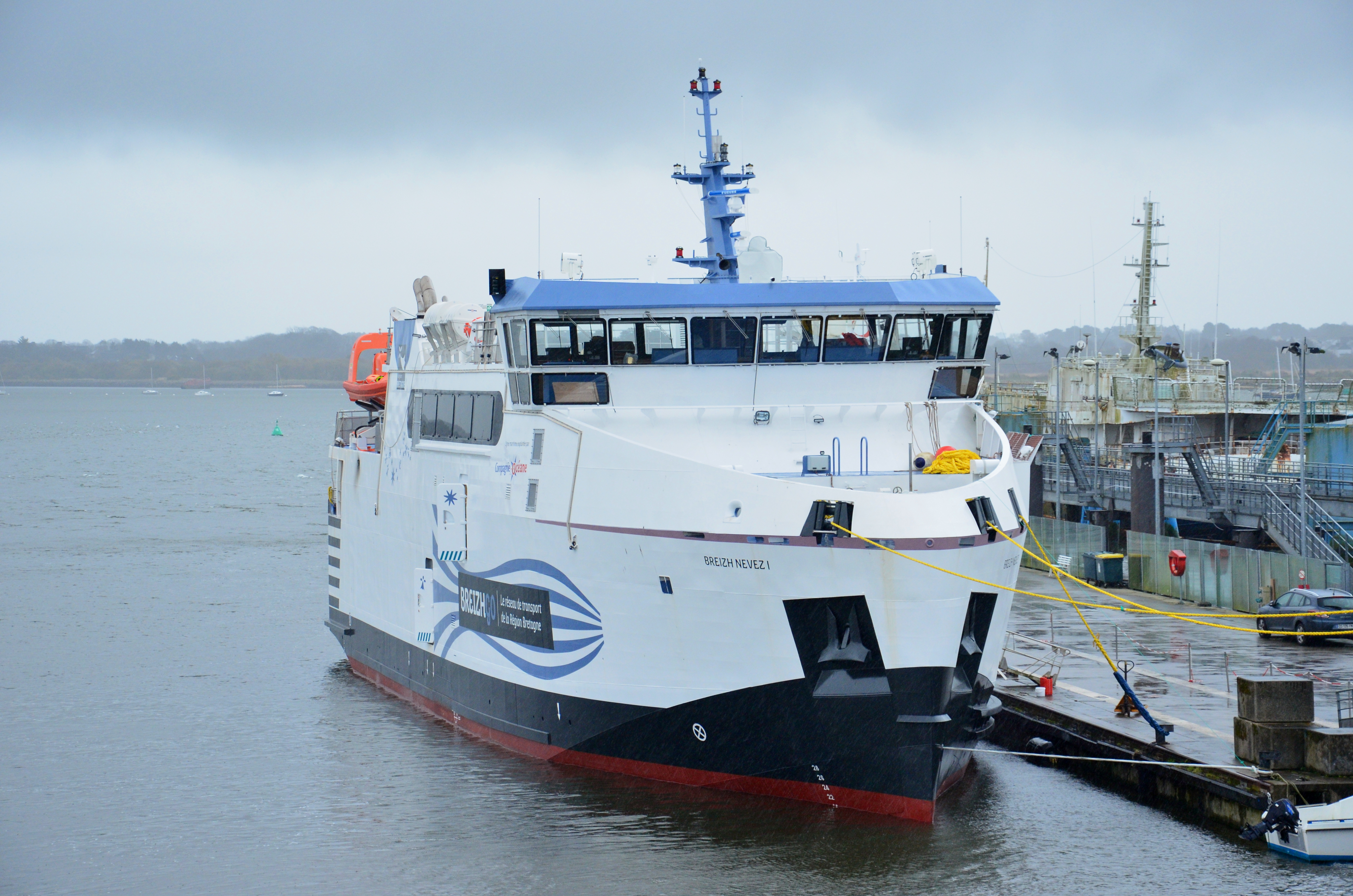
Le Breizh Nevez I à la gare maritime de Lorient avant sa mise en service
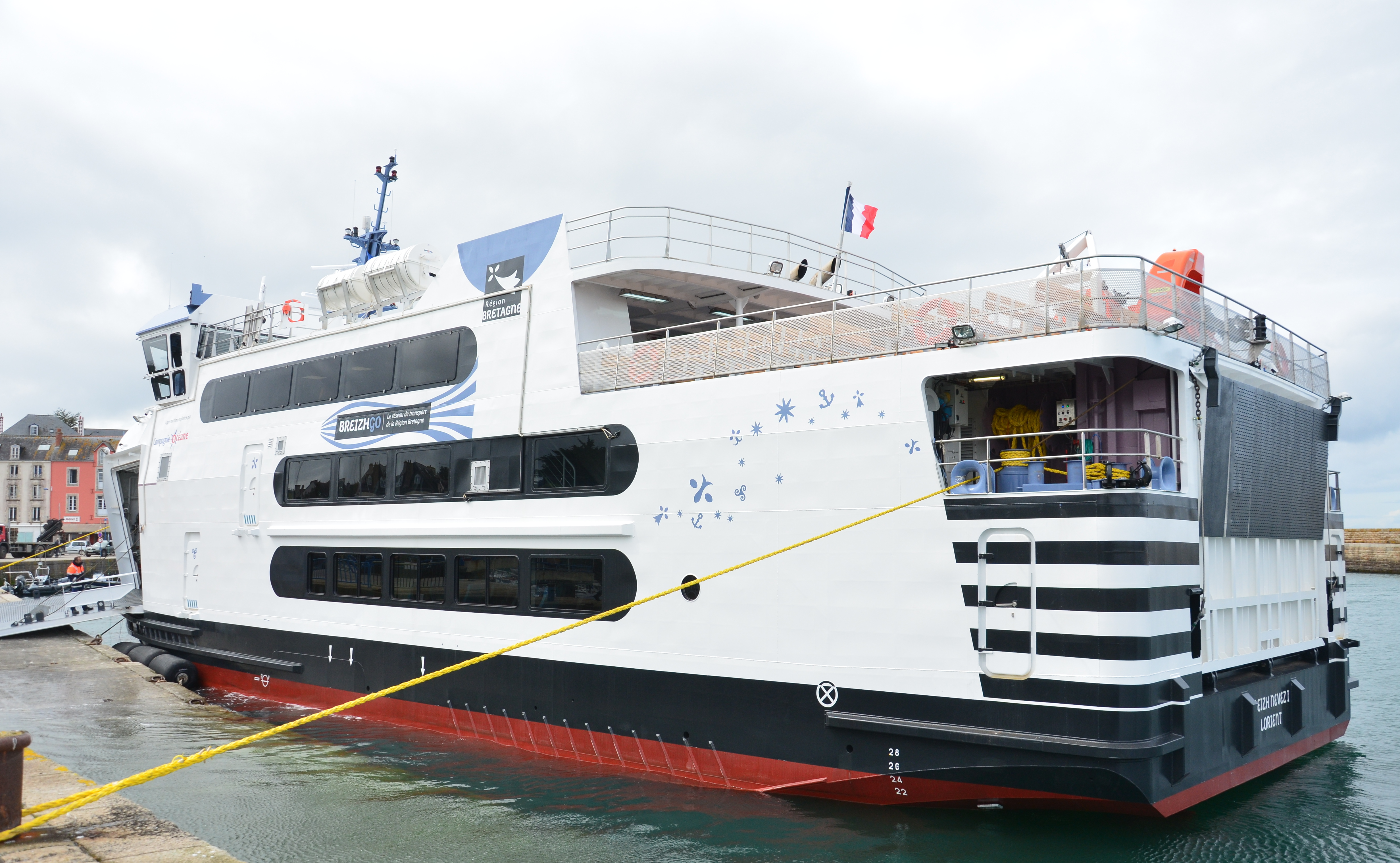
Le roulier Breizh Nevez I en service à Port-Tudy